# Линдман, Карл Аксель Магнус
Карл А́ксель Ма́гнус Ли́ндман (швед. Carl Axel Magnus Lindman; 6 апреля 1856, Хальмстад — 21 июня 1928) — шведский ботаник и художник, получивший известность за иллюстрированную работу о северной флоре «Bilder ur Nordens Flora», опубликованную в 1901—1905 годах.

## Биография
С раннего детства Карл рос без отца, который умер в 1857 году. В 1864 году семья переехала в Векшё, где Карл пошёл в начальную школу. Получив среднее образование, в 1874 году Линдман поступил в Уппсальский университет, где в 1878 году стал бакалавром ботаники и зоологии. В 1884 году он стал адъюнкт-профессором ботаники и доктором философии.
С 1887 года Линдман преподавал естествознание в школе швед. Norra Latin в Стокгольме, работал в Шведском музее естественной истории и исполнял обязанности ассистента в Бергианском ботаническом саду.
В 1892—1894 годах Линдман совершил путешествие в Бразилию и Парагвай, после чего вернулся к преподавательской деятельности. В результате поездок им были получены богатые коллекции растительности Южной Америки. Обработав сведения, полученные за океаном, Линдман опубликовал большое количество статей о папоротниках и растениях семейств Осоковые, Бобовые, Бромелиевые.
С 1896 по 1900 год Линдман был наставником сыновей будущего короля Швеции Густава V.
В 1905 году Линдман был назначен на должность профессора ботаники Шведского музея естественной истории. В этой должности он находился до выхода на пенсию в 1923 году.
В 1913 году был избран членом Шведской королевской академии наук.
Именем Линдмана назван род Lindmania Mez (1896) из семейства Бромелиевые (Bromeliaceae).

## Труды
После поездок по Южной Америке Линдман опубликовал ряд работ и статей, в которых описал многие ранее неисследованные виды.
- Vegetationen i Rio Grande do Sul, 1900
- Bilder ur Nordens Flora, 1901—1905
- Lärobok i botanik, 1904
- Svensk fanerogamflora, 1918

В первом издании книги «Bilder ur Nordens Flora» (1901—1905) использовались работы из «Svensk botanik» художника швед. Johan Wilhelm Palmstruch, для второго издания, выпущенного в 1917 году, Линдман выполнил 144 новые иллюстрации. Позднее, в 1977—1978 годах, было выпущено обновлённое и переработанное издание «Bilder ur Nordens Flora».
|                                                |  |  |
| Иллюстрации из книги «Bilder ur Nordens Flora» |  |  |